# Ахвахский язык
Ахва́хский язык (самоназвания: ахв. ašwali miçaі, ашвалIи мицIци «ахвахский язык») — язык ахвахцев, один из андийских языков, входящий в аваро-андо-цезскую группу языков Дагестана.
Распространен в качестве языка бытового общения в нескольких селах Ахвахского и Шамильского районов республики Дагестан, а также частично в Закатальском районе Азербайджана.
Число говорящих на ахвахском языке в России, по данным переписи 2010 года, составляет 210 человек. Лингвисты утверждают, что эти цифры значительно занижены, однако реальное число носителей ахвахского варьируется в зависимости от оценки конкретного ученого. По данным одних исследователей, количество говорящих на ахвахском в России составляет примерно 6,5 тыс., в Азербайджане — около 2 тыс., по данным других — около 22 тыс..

## Генеалогическая и ареальная информация
Ахвахский язык относится к дагестанской ветви нахско-дагестанской семьи, входит в андийскую подгруппу аваро-андо-цезской группы. Некоторые лингвисты включают нахско-дагестанскую семью вместе с абхазо-адыгской в одну северокавказскую надсемью, но эта точка зрения не является общепризнанной.
Ахвахский язык относится к европейскому языковому макроареалу. Основная область распространения ахвахского языка делится на два региона: северный — в Ахвахском районе (Цунта-Ахвах), и южный — в Шамильском районе (Ратлу-Ахвах). Преобладает компактный способ расселения в горной местности и смешанный на равнине.
Северные аулы достаточно оторваны от южных, в связи с чем язык разделился на два диалекта: северный и южный. Северноахвахский распространен в селах Тад-магитль, Кудиябросо, Изано, Лологонитль Ахвахского района, в селе Советское Хасавюртовского района и селе Камыш-кутан в республике Дагестан, а также в селе Ахахдере Закатальского района Азербайджана. На южноахвахском говорят в селе Стальское Кизилюртовского района и трех селах Шамильского района: Ратлуб, Тлянуб, Цекоб. В свою очередь, южный диалект состоит из трех говоров: ратлубского (хотя он по своему устройству ближе к северным), тлянубского и цегобского.
Различия между двумя наречиями весьма значительны, причем не только в грамматическом, но и лексическом плане. Вследствие этого носители диалектов общаются между собой на аварском языке, а не на своих диалектах. В своей работе, рассматривающей социолингвистический аспект языков Кавказа, лингвисты Добрушина, Даниэль и Коряков разделяют ахвахский на два языка: северноахвахский и южноахвахский. Согласно монографии о статусе витальности языков России, выпущенной в рамках проекта «Языки России», процент совпадений между двумя идиомами равен 89 %, что говорит об отсутствии взаимопонимания между людьми, говорящими на северном и южном ахвахском.

## Социолингвистическая информация
По данным проекта Института языкознания РАН «Малые языки России», число носителей северноахвахского языка составляет 12 тыс. в России и 2 тыс. в Азербайджане, а южноахвахского, распространенного только на территории республики Дагестан, — 8 тыс., что в общей сложности дает 22 тыс. носителей. На сайте «Ethnologue» указывается меньше 10 тыс. использующих ахвахский язык.
Ахвахский язык находится под угрозой исчезновения. На значительной части ареала языкового сообщества сохраняется межпоколенческая передача, однако из-за сопутствующих процессов глобализации и миграции становится меньше носителей ахвахского языка, в частности среди младшего поколения.
На территории распространения ахвахского языка можно говорить о сложившейся ситуации трилингвизма. Во-первых, большая часть ахвахцев владеет аварским, являющимся языком межэтнического общения среди представителей аваро-андо-цезской группы. Во-вторых, так как официальным языком наряду с языками народов Дагестана является русский, практически все ахвахцы владеют русским языком. Уровень знания русского среди ахвахцев в настоящее время выше, чем уровень знания аварского.
Ахвахский язык не имеет официального статуса. Согласно конституции Дагестана, ахвахский — один из бесписьменных языков народностей Дагестана.
Основная сфера использования языка — семейно-бытовая. В школах ахвахский не преподается, так как на уроках родного языка дети изучают аварский язык. Более того, языковую ситуацию осложняет отсутствие устойчивой письменной традиции. Однако в дошкольных учреждениях и начальных сельских школах ахвахский служит языком общения и обучения. На территории распространения ахвахского в области культуры используется аварский язык, а в сфере науки, законодательства и судопроизводства — русский.
Что касается средств массовой информации, то на северном ахвахском языке с 2006 года выходит газета «Ашвадо». В местных и республиканских газетах публикуются сказки, рассказы и другие произведения устного народного творчества ахвахцев.
В 2012 году вышла книга М. К. Шамхалова «Ахвахцы», в которой, помимо прочего, есть раздел «Устное народное творчество ахвахцев». Фольклорные и авторские поэтические произведения ахвахцев также собраны в книге «Антология ахвахской поэзии» (2015), автором-составителем которой является Гаджиев М.И. Существует сборник стихов на ахвахском языке «Следы жизни» (2014) поэта Нурмагомеда Расулова.
Народное искусство ахвахцев представляет образованный в 1978 году фольклорный ансамбль «Ахвах», исполняющий песни на родном для участников ансамбля ахвахском языке.

## Письменность
Долгое время у ахвахского языка не было официально принятой письменности. Однако в 2006 году на основе кириллицы был разработан алфавит, который главным образом используется в Ахвахско-русском словаре 2007 года, а также — в текстах, опубликованных в газете «Ашвадо». В 2020 году при использовании ахвахского алфавита был выпущен букварь для детей «Ашвали мицIцIилълъихъе хъваре-жабе».
Алфавит имеет следующий вид:
| А а     | Ан ан     | Б б       | В в   | Г г   | Гъ гъ     | Гь гь   | ГӀ гӀ | Д д       | Е е     | Ен ен |
| Ж ж     | Дж дж     | З з       | И и   | Ин ин | Й й       | К к     | Кк кк | Къ къ     | КъӀ къӀ | Кь кь |
| КьӀ кьӀ | КӀ кӀ     | КӀкӀ кӀкӀ | Л л   | Лъ лъ | Лълъ лълъ | ЛъӀ лъӀ | ЛӀ лӀ | М м       | Н н     | О о   |
| Он он   | П п       | ПӀ пӀ     | Р р   | С с   | Сс сс     | Т т     | ТӀ тӀ | У у       | Ун ун   | Х х   |
| Хх хх   | Хъ хъ     | ХъӀ хъӀ   | Хь хь | ХӀ хӀ | Ц ц       | Цц цц   | ЦӀ цӀ | ЦӀцӀ цӀцӀ | Ч ч     | Чч чч |
| ЧӀ чӀ   | ЧӀчӀ чӀчӀ | Ш ш       | Щ щ   | Ъ ъ   | Э э       |         |       |           |         |       |

На практике в материалах газеты «Ахвахцы — Ашвадо» назальные гласные (обозначаемые в алфавите знаком н) обозначаются теми же буквами, что и неназальные (то есть знак н не используется).
Известны и более ранние попытки использовать кириллический алфавит для записи ахвахского языка. Так, в 1989 году был опубликован ахвахский перевод стихотворения Т. Г. Шевченко «Завещание». В тексте этого перевода, выполненного К. Гоболовым, был использован алфавит, близкий к аварскому, с добавлением специального знака ъ̌.
В 2020 году был проведен первый тотальный диктант на ахвахском языке. Написать диктант мог каждый желающий в любой из школ Ахвахского района.

## Фонология
Типичными характеристиками фонологической система языков Кавказа являются обильность согласных звуков и сравнительная бедность гласных. Однако в этом отношении в ахвахском языке представлена развитая система вокализма.
Система фонем северного ахвахского и южного ахвахского различается. В северном диалекте выделяют 62 фонемы: 20 гласных и 42 согласные, в южном — 63 фонемы: 15 гласных и 48 согласных.

#### Вокализм
В северноахвахском языке существуют следующие гласные: краткие (a, i, e, o, u), долгие (a:, i:, e:, o:, u:), назализованные (aⁿ, iⁿ, eⁿ, oⁿ, uⁿ), назализованные долгие (a:ⁿ, i:ⁿ, e:ⁿ, o:ⁿ, u:ⁿ), но последняя группа гласных встречается крайне редко. В южном наречии обе серии назализованных гласных практически не используются.
Подобное противопоставление (кратких/долгих и назализованных/неназализованных) не характерно для аварского языка, но встречается среди андийских языков.

#### Консонантизм
Консонантная система приведена такой, какая она указывается у Магомедбековой.
| По месту образования          | Сонорные | Звонкие | Глухие         | Глухие         | Глухие    | Глухие    | По способу образования |
| ----------------------------- | -------- | ------- | -------------- | -------------- | --------- | --------- | ---------------------- |
| По месту образования          | Сонорные | Звонкие | Придыхательные | Придыхательные | Абруптивы | Абруптивы | По способу образования |
| По месту образования          | Сонорные | Звонкие | слабые         | сильные        | слабые    | сильные   | По способу образования |
| Губные                        | m        | b       | p              |                | p՚        |           | Взрывные               |
| Губные                        | m        | w       |                |                |           |           | Спиранты               |
| Переднеязычные (зубные)       | n        | d       | t              |                | t՚        |           | Взрывные               |
| Переднеязычные (зубные)       | n        | z       | s              | sә             |           |           | Спиранты               |
| Переднеязычные (зубные)       | n        |         | c              | сә             | c՚        | c՚ә       | Аффрикаты              |
| Переднеязычные (альвеолярные) | r        | ž       | š              | šә             |           |           | Спиранты               |
| Переднеязычные (альвеолярные) | r        | ǯ       | č              | čә             | č՚        | č՚ә       | Аффрикаты              |
| Латеральные                   | l        |         | l‘             | l‘ә            |           |           | Спиранты               |
| Латеральные                   | l        |         | lˇ             | l'             | ṭ՚        | ṭ՚        | Аффрикаты              |
| Среднеязычные                 |          | j       |                | x~             |           |           | Спиранты               |
| Заднеязычные                  |          | g       | k              |                | k՚        | k՚ә       | Взрывные               |
| Заднеязычные                  |          | ɣ       | x              | xә             |           |           | Спиранты               |
| Фарингальные                  |          |         | q              | qː             | q’        | q’ː       | Аффрикаты              |
| Фарингальные                  |          | ω       | hә             |                |           |           | Спиранты               |
| Ларингальные                  |          |         |                |                | ʔ         |           | Взрывные               |
| Ларингальные                  |          |         | h              |                |           |           | Спиранты               |

#### Фонологические особенности
При заимствовании слов из других языков (в частности, из русского) встречаются случаи вторичного полногласия — редкое явление для других андийских языков. Согласные сочетания разъединяются вставкой, внутри комплекса или перед ним ставится -i-: isparawka «справка», istakan «стакан». Все слова ахвахского языка преимущественно состоят из открытых слогов.

## Типологическая характеристика

### Тип выражения грамматических значений
Грамматические значения в ахвахском языке в основном выражаются синтетически.
| (1) hande-la |  | (2) w-aša-li    |
| ухо-PL       |  | CLF1-ребенок-PL |
| «уши»        |  | «сыновья»       |

Множественное число имен существительных образуется при помощи специальных суффиксов (этих аффиксов достаточно много, но точные правила, по которым эти суффиксы присоединяются, пока что лингвистами не установлены).
Синтетически также образуется прошедшее законченное время: к глагольной основе присоединяются особые суффиксы.
| (3) gw-eri  | (4) anlˇ-eni |
| сделать-PRF | услышать-PRF |
| «сделал»    | «услышал»    |

В ахвахском языке есть форма настоящего конкретного времени, которая в его северном диалекте выражается аналитическим способом: при помощи деепричастия настоящего времени (глагольной формы на -ere) и вспомогательного глагола быть «godi»:
| (5) ilo-de        | kansəa     | gosə-ere      | godi          |
| мать-ERG          | ковер. ABS | ткать-GER.PRS | быть.3SG.CLF3 |
| «мать ковер ткет» |            |               |               |

### Характер границ между морфемами
Ахвахский язык относится агглютинативному типу, что свойственно для языков нахско-дагестанской семьи.
| (1) hera-dì-le-l’i |
| пчела-PL-CLF3-GEN  |
| «пчел»             |

В примере выше каждому аффиксу соответствует ровно одно грамматическое значение.
Однако в языке встречаются и элементы флективности, которые можно увидеть, например, при склонении ахвахских имен прилагательных:
| (2) hiri-da-be     |
| красн-ADJ-CLF3.NOM |
| «красное»          |

Прилагательные в ахвахском языке образовываются либо суффиксальным способом (прибавлением -da- к основе), либо путем субстантивации соответствующих форм существительных в родительном падеже. Выступая в предложении в роли существительного, прилагательные могут склоняться и в именительном падеже иметь показатель класса, который таким образом объединяет в себе сразу два значения — падежа и класса.

### Локус маркирования в посессивной именной группе
В посессивных именных группах маркируется зависимое: оно стоит в родительном падеже и принимает показатель класса вершины:
| (1) du-we   | w-aša             |  | (2) lˇeri-l’i    | unhe            |
| ты-GEN.CLF1 | CLF1-ребенок. NOM |  | теленок-GEN.CLF3 | вздох. NOM      |
| «твой сын»  | «твой сын»        |  | «вздох теленка»  | «вздох теленка» |

Показатель грамматического класса материально выражается только у некоторых имен существительных, у всех остальных — аффикс, обозначающий класс существительного, отражается непосредственно на словах, синтаксически связанных с этими существительными. В живой ахвахской речи вне зависимости от части речи слова показатель класса зачастую редуцируется.

### Локус маркирования в предикации
В предикации представлено двойное маркирование: субъект и объект принимают те формы, которые диктует им сказуемое. При этом на самом глаголе отражаются показатели грамматического класса и число объекта.
Переходный глагол содержит аффиксы, указывающие на класс и число объекта:
| (1) de-de       | xwani       | b-exe-d-e                     |
| я-ERG           | лошадь. ABS | CLF3.SG-брать-PRF.1SG-CLF3.SG |
| «я взял лошадь» |             |                               |

| (2) me-de         | xwan-a      | r-exe-r-i                     |
| ты-ERG            | лошадь. ABS | CLF3.PL-брать-PRF.2SG-CLF3.PL |
| «ты взял лошадей» |             |                               |

В примерах (1) и (2) первая и финальная морфемы глагола содержат указание на грамматический класс и число объекта.
К непереходному глаголу присоединяются те аффиксы, которые обозначают класс и число субъекта:
| (3) de-ne                                | xada   | uškul‘əī-g-a | j-eqʻi-wa     |
| я-ERG                                    | завтра | школа-на-ALL | CLF2-идти-FUT |
| «я (женского пола) завтра приду в школу» |        |              |               |

### Тип ролевой кодировки
Ахвахский является языком эргативного строя, то есть агенс при непереходных и пациенс при переходных глаголах стоят в именительном падеже (абсолютном), а агенс при переходных глаголах — в эргативном падеже (как правило, при помощи суффикса -de-).
| (1) išwa-∅                         | želˇa   | beča-g-a    | w-ani          |
| пастух-NOM.SG                      | сегодня | гора-на-ALL | CLF1-уйти. PRF |
| «пастух сегодня в горы(гору) ушел» |         |             |                |

| (2) l’arere-da                                   | b-ikw-ari     | čili-∅         |
| подметать-GER.PRS                                | СLF3-быть-PRF | комната-NOM.SG |
| «комната была подметаема», «комната подметалась» |               |                |

| (3) w-ašo-de               | šuni  | ɣoča-∅       | ž-ari      |
| СLF1-ребенок-ERG           | вчера | книга-ABS.SG | читать-PRF |
| «сын вчера прочитал книгу» |       |              |            |

В предложениях с глаголами чувства и восприятия (verba sentiendi) субъект может стоять в дательном падеже, при этом объект будет в асболютиве:
| (4) du                   | j-acəo-lˇa       | kwinl’-iri | dene   |
| ты. GEN                  | CLF2-сиблинг-DAT | любить-PRS | я. ABS |
| «твоя сестра любит меня» |                  |            |        |

### Базовый порядок слов
Базовый порядок слов в ахвахском языке — SOV, что является общей особенностей для нахско-дагестанских языков. Примеры:
| (1) j-acəo-de                  | rešəe-da-∅       | ɣoči-∅       | b-ex-e-ri       |
| CLS1-сиблинг-ERG               | красивый-ADJ-ABS | книга-ABS.SG | CLF3-купить-PRF |
| «сестра купила красивую книгу» |                  |              |                 |

| (2) w-ašo-de       | unča-∅     | b-iq-ori        |
| CLF1-ребенок-ERG   | бык-ABS.SG | CLF1-резать-PRF |
| «сын быка зарезал» |            |                 |

## Морфологические особенности
Существительные в ахвахском языке не имеют рода, но, как и другие андийские языки, делятся на грамматические классы. В единственном числе существуют три класса, что меньше чем у других аваро-андо-цезских языков (например, в гунзибском — 6 классов): людей-мужчин, людей-женщин и всех остальных — неодушевленных существительных (Магомедбекова называет третий класс классом вещей). Во множественном числе выделяется два класса: первый (мужской) и второй (женский) объединяются в один класс людей (одушевленные существительные). Слова, синтаксически связанные с именами существительными, в том числе глаголы, согласуются по классу.
Ахвахские существительные изменяются по двум типам падежей: основным и локативным. Основные падежи — это именительный, родительный, дательный, эргативный и аффективный (употребляется факультативно). Локативные же падежи показывают положение предмета в пространстве и имеют 7 серий («над», «у (рядом)», «под», «в чём-нибудь» (обычно для слов, обозначающих жидкости, сыпучие предметы), «во что-нибудь», «из-под чего-нибудь» и т. д.). Каждая из серий включает 4 падежа: собственно локатив, аллатив, эллатив и транслатив.
В системе личных местоимений различается инклюзив илIи «мы» и эксклюзив ис̄и «мы» 1 лица множественного числа.
Помимо основных времен в ахвахском языке, существует настоящее конкретное время, которое обозначает действие, происходящее в момент речи. Особенностью глагольной системы является наличие отрицательных форм, образующихся синтетически для каждого из наклонений, в том числе запретительного наклонения как отрицательной формы императива. Синтетически также образуются вопросительные, цитатные формы глагола (употребляются при передаче чужой речи) и каузатив. Шамхалова обозначает 9 наклонений: повелительное, вопросительное, запретительное, целевое, предостерегательное, сослагательное, уступительное, изъявительное, желательное.
В ахвахском выделятся отглагольное существительное — масдар (в северном варианте посредством суффиксов -е- и -j-, žab-e «чтение», в южном — -ri/-r, žab-e-ri «чтение»).
Система счета — двадцатеричная.

## Синтаксические особенности
В ахвахском языке существует сложная система согласования по классам. Глаголы согласуются с аргументом в абсолютиве, прилагательные — с именем, которое они определяют, генитивные зависимые слова — с вершиной именной группы, а наречия — с абсолютивным участником, имеющим коммуникативное значение.
Деепричастия и причастия демонстрируют двойное согласование: деепричастия согласуются как со своим абсолютивным аргументом, так и с внешним участником, имеющим коммуникативное значение; причастия же согласуются с абсолютивным аргументом и с модифицируемой именной группой.
В южном диалекте ахвахского языка существует синтаксическая особенность: в конструкции с каузативом субъект ставится в эргатив, притом косвенное дополнение также получает форму эргатива (в сев. диалекте — локатива):
| им-е                               | бекьетIера        | хур-∅    | динн-е |
| отец-ERG                           | заставил вспахать | поле-ABS | я-ERG  |
| «отец заставил вспахать поле меня» |                   |          |        |

то есть при одном переходном (каузативном) глаголе имеются два имени в эргативе (они оба понимаются как субъекты действия). Поскольку эргатив обозначает также орудие действия, то в одном предложении может оказаться три эргативных падежа:
| им-е                                      | бекьетIера        | хур-∅    | динн-е | гIебец-е |
| отец-ERG                                  | заставил вспахать | поле-ABS | я-ERG  | плуг-ERG |
| «отец заставил меня вспахать поле плугом» |                   |          |        |          |

## Лексические особенности
Лексика ахвахского подвержена значительному влиянию аварского языка. Помимо аварского, заимствования в ахвахский приходят из арабского и русского. Арабская и аварская лексика адаптируется минимально, в то время как русские заимствования претерпевают заметные изменения. Для аварских глаголов используется специальный суффикс -ila-.
Имена и фамилии имеют общемусульманское происхождение, а топонимы крупных населенных пунктов преимущественно аварского происхождения.

## Список сокращений
| 1    | 1 лицо                                |
| 2    | 2 лицо                                |
| ABS  | Абсолютный падеж                      |
| ADJ  | Имя прилагательное                    |
| ALL  | Аллативный падеж                      |
| CLF1 | 1 класс существительного              |
| CLF2 | 2 класс существительного              |
| CLF3 | 3 класс существительного              |
| DAT  | Дательный падеж                       |
| ERG  | Эргативный падеж                      |
| FUT  | Будущее время                         |
| GEN  | Родительный падеж                     |
| GER  | Деепричастие                          |
| NOM  | Именительный падеж                    |
| PL   | Множественное число                   |
| PRF  | Прошедшее законченное время (перфект) |
| PRS  | Настоящее время                       |
| SG   | Единственное число                    |

## Исследователи ахвахского языка
- Магомедбекова, Загидат Магомедовна
- Магомедова, Патимат Тороловна
- Абдулаева, Индира Ахмедовна
- Крессель, Дени (Франция)

## Список литературы
- Denis Creissels. 205. Akhvakh // Word-Formation / Peter O. Müller, Ingeborg Ohnheiser, Susan Olsen, Franz Rainer. — De Gruyter, 2016-03-07. — С. 3685-3694. — ISBN 978-3-11-042494-2. — doi:10.1515/9783110424942-037.
- Алексеев М. Е. Ахвахский язык // Языки народов России. Красная книга. — М.: Academia, 2002. — 378 с. — ISBN 5-87444-149-2. — С. 37—40.
- Богуславская О. Ю. Ахвахский язык // Языки Российской Федерации и соседних государств: Энциклопедия. Т. 1. — М.: Наука, 2001. — 432 с. — ISBN 5-02-022647-5. — С. 129—136.
- Жирков Л. И. Ахвакские сказки // Языки Северного Кавказа и Дагестана. Вып. 2. М., 1949.
- Магомаева Э. М. Образование множественного числа имен существительных в южном диалекте ахвахского языка // Слово и словосочетание в языках различных типов. М., 1973.
- Магомаева Э. М. Категория грамматического времени (на материале южного диалекта ахвахского языка) // Слово и словосочетание в языках различных типов. М., 1973.
- Магомаева Э. М. Парадигма склонения имен существительных в южном диалекте ахвахского языка // Аспекты лингвистического анализа. М., 1974.
- Магомаева Э. М. Цегобский говор ахвахского языка (фонетика и морфология): Автореф. дис. канд. филол. наук. М., 1975.
- Магомедбекова З. М. Ахвахский язык: Грамматический анализ, тексты, словарь. — Тбилиси: Мецниереба, 1967. — 255 с.
- Магомедбекова З. М. Вопросы фонетики ахвахского языка, ИКЯ, т. VII, 1955.
- Магомедбекова З. М. Образование множественного числа в ахвахском языке, ИКЯ, т. IХ — X, 1958.
- Магомедбекова З. М. Основные морфологические категории ахвахского языка: Автореф.дис… канд. филол. наук. Тбилиси, 1949.
- Магомедбекова З. М. Ахвахский язык // Языки народов СССР. Т. IV. Иберийско-кавказские языки. М., 1967.
- Магомедбекова З. М. О фонетических особенностях южного диалекта ахвахского языка // Иберийско-кавказское языкознание. Т. XII. 1961.
- Магомедбекова З. М. К образованию основных падежей в ахвахском языке // Иберийско-кавказское языкознание. Т. XIV. 1964.
- Ахвахский язык: [арх. 12 февраля 2017] / Т. А. Майсак // Большая российская энциклопедия : [в 35 т.] / гл. ред. Ю. С. Осипов. — М. : Большая российская энциклопедия, 2004—2017.
- Реестр кавказских языков // Коряков Ю. Б. Атлас кавказских языков / Ин-т языкознания РАН. — М.: Пилигрим, 2006. — 76 с. — ISBN 5-9900772-1-1. — С. 21—41.